# Parti populaire libérien
Le Parti populaire libérien (LPP) est un parti politique au Libéria. Le LPP s'est formé en 1983 en tant qu'aile électorale du Mouvement pour la justice en Afrique (en) (MOJA), un groupe panafricain de gauche. Amos Sawyer, membre du parti, a été président du gouvernement intérimaire d'unité nationale (IGNU) de 1990 à 1994. Lors des élections du 19 juillet 1997 (en), le candidat présidentiel du LPP et leader vétéran Togba-Nah Tipoteh a recueilli 1,61 % des voix. Le parti a remporté un siège sur 64 à la Chambre des représentants et aucun au Sénat. Même si les observateurs internationaux ont considéré que le scrutin était administrativement libre et transparent, ils ont noté qu'il s'était déroulé dans une atmosphère d'intimidation parce que la plupart des électeurs pensaient que l'ancien chef rebelle et candidat du Parti national patriotique (NPP), Charles Taylor, retournerait à la guerre s'il était vaincu. Aux élections du 11 octobre 2005, le Parti populaire libérien et le Parti populaire uni (en) ont participé au sein de l'Alliance pour la paix et la démocratie (en) (APD), soutenant Togba-Nah Tipoteh à la présidence.
Lors des élections présidentielles et législatives de 2011 (en), les deux partis faisaient partie de la Coalition nationale démocratique (en), soutenant Dew Mayson à la présidence. Aux mêmes élections, Togba-Nah Tipoteh s'est présenté pour le Parti de l'Alliance pour la Liberté du Libéria (en) (FAPL). Le parti a participé seul aux élections générales libériennes de 2017, Henry Boimah Fahnbulleh (en), qui avait auparavant démissionné de son poste de conseiller à la sécurité nationale de la présidente sortante Ellen Johnson Sirleaf, se présentant à la présidence. Fanbulleh s'est classé neuvième avec seulement 0,74% des voix, tandis que le parti a obtenu 1,58% des voix et obtenu un siège à la Chambre des représentants. Le LPP n'a pas contesté les élections sénatoriales de 2020. En octobre 2022, Yanqui Zaza a été élu nouveau président du parti lors du 5e congrès national extraordinaire du parti, mettant ainsi fin aux 17 années de leadership de Joseph Kolako Kpator Jallah. Lors des élections générales de l'année suivante, le parti a présenté Tiawan Saye Gongloe comme candidat à la présidentielle.